# Wells River (Vermont)
Wells River ist ein Village in der Town Newbury im Orange County des Bundesstaates Vermont in den Vereinigten Staaten mit 431 Einwohnern (laut Volkszählung von 2020).

## Geografie

### Geografische Lage
Das Village Wells River liegt im Nordosten der Town Newbury, an der Einmündung des Wells River in den Connecticut River, direkt gegenüber von Woodsville in New Hampshire. Der Ort ist als village politisch und verwaltungstechnisch abhängig von der übergeordneten Town.

### Nachbargemeinden
Alle Angaben als Luftlinien-Entfernungen.
- Norden: Monroe, 11,5 km
- Nordosten: Littleton, 27,5 km
- Osten: Woodsville, 1,0 km
- Südosten: Lincoln, 32,0 km
- Süden: Haverhill, 13,0 km
- Südwesten: Corinth, 21,0 km
- Westen: Orange, 26,5 km
- Nordwesten: Ryegate, 8,0 km

## Geschichte
Das genaue Gründungsdatum des Ortes ist nicht überliefert. Er dürfte aber kurz nach der Ausrufung Newburys, also ab etwa 1680, besiedelt worden sein. Dafür spricht zum einen die Lage des Ortes kurz stromabwärts einiger Stromschnellen innerhalb einiger Flussschleifen im Connecticut River, der zu diesem Zeitpunkt den einzigen Verkehrsweg in der Umgebung darstellte und die leicht umgangen werden konnten, wenn man hier an der Mündung des Wells River landete. Zum anderen war der Wells River mit seiner hohen Fließgeschwindigkeit ein idealer Standort für Betriebe, die mit Wasserkraft arbeiteten. Tatsächlich sind bereits sehr früh einige Mühlen im unteren Flussverlauf belegt.
Seit den späten 1840er Jahren wurde in Vermont und den umgebenden Staaten der Bau der Eisenbahnen stark forciert. Dabei wurde das Tal des Connecticut River als natürlicher Verkehrsweg genutzt. Am 6. November 1848 erreichte die Bahnstrecke White River Junction–Lennoxville den Ort. Eine Querverbindung über den Fluss Richtung Atlantikküste wurde 1853 in Form der Bahnstrecke Concord–Wells River verwirklicht; eine Strecke durch das Seitental des Wells River bis zur Hauptstadt Vermonts, die Bahnstrecke Montpelier–Wells River, ging ab 1873 in Betrieb. Wells River wurde dadurch um Umsteigebahnhof für diese Verbindungen, was den eigentlichen Ort aber nicht wesentlich veränderte: er blieb weiterhin vorwiegend landwirtschaftlich geprägt. Der Personenverkehr auf diesen Linien wurde in den 1950er und 1960er Jahren eingestellt und die Strecken zum Teil stillgelegt. Heute wird Wells River vornehmlich durch die U.S. Route 5, die U.S. Route 302 und den Interstate 91 an die Außenwelt angebunden.
Teile des Ortszentrums sind seit 1983 in das National Register of Historic Places aufgenommen. Die Wells River Graded School wurde bereits 1976 eingetragen und der Wells River Village Historic District im Jahr 1983.

### Einwohnerentwicklung
| Jahr      | 1800 | 1810 | 1820 | 1830 | 1840 | 1850 | 1860 | 1870 | 1880 | 1890 |
| --------- | ---- | ---- | ---- | ---- | ---- | ---- | ---- | ---- | ---- | ---- |
| Einwohner |      |      |      |      |      |      |      |      | 513  | 526  |
| Jahr      | 1900 | 1910 | 1920 | 1930 | 1940 | 1950 | 1960 | 1970 | 1980 | 1990 |
| Einwohner | 565  | 608  | 606  | 553  | 527  | 570  | 472  | 419  | 396  | 424  |
| Jahr      | 2000 | 2010 | 2020 | 2030 | 2040 | 2050 | 2060 | 2070 | 2080 | 2090 |
| Einwohner | 325  | 399  | 431  |      |      |      |      |      |      |      |

Volkszählungsergebnisse Wells River, Vermont

## Persönlichkeiten

### Söhne und Töchter der Stadt
- William A. Russell (1831–1899), Politiker, Abgeordneter im US-Repräsentantenhaus